# Stagetillus elegans
Stagetillus elegans là một loài nhện trong họ Salticidae.
Loài này thuộc chi Stagetillus. Stagetillus elegans được Eduard Reimoser miêu tả năm 1927.